# Курязя
Курязя (в верховье Малая Курязя) — река в России, протекает по Челябинской области. Устье реки находится в 81 км по левому берегу реки Катав. Длина реки составляет 17 км.

## Данные водного реестра
По данным государственного водного реестра России относится к Камскому бассейновому округу, водохозяйственный участок реки — Уфа от Нязепетровского гидроузла до Павловского гидроузла, без реки Ай, речной подбассейн реки — Белая. Речной бассейн реки — Кама.
Код объекта в государственном водном реестре — 10010201112111100023330.